# Zanthoxylum bifoliolatum
Zanthoxylum bifoliolatum är en vinruteväxtart som beskrevs av Emery Clarence Leonard. Zanthoxylum bifoliolatum ingår i släktet Zanthoxylum och familjen vinruteväxter.

## Underarter
Arten delas in i följande underarter:
- Z. b. azuense
- Z. b. bifoliolatum